# Trận Dybbøl
Trận Dybbøl, còn được gọi là Trận Düppel, là một trận đánh quyết định trong cuộc Chiến tranh Schleswig lần thứ hai (1864), đã diễn ra vào ngày 18 tháng 4 năm 1864, tại Dybbøl (Schleswig, Đan Mạch). Dưới quyền chỉ huy của Hoàng thân Friedrich Karl, quân đội Phổ vốn đã tiến hành phong tỏa Dybbøl vào ngày 30 tháng 3, họ thiết lập đường hào ngang thứ nhất. Đến ngày 18 tháng 4, các lực lượng của Phổ đã đánh chiếm tuyến phòng ngự cứng rắn của quân đội Đan Mạch (dưới quyền tổng chỉ huy của viên tướng George Daniel Gerlach) tại Dybbøl và đè bẹp hệ thống phòng ngự chính ở vùng Schleswig trong vòng 6 tiếng đồng hồ. Thắng lợi quyết định của người Phổ trong trận chiến ở Dybbøl đã gây ra cho phía Đan Mạch những thiệt hại nặng nề, trong số đó có một tướng lĩnh cùng với nhiều tư lệnh lữ đoàn, trung đoàn, tiểu đoàn và đại đội tử trận, bị thương hay bị bắt làm tù binh. Song, mặc dù lính bắn súng trường của Đan Mạch được trang bị yếu hơn so với quân đội của đối phương, quân Phổ cũng chịu thiệt hại không nhỏ trong những đợt tấn công trực diện của mình. Với sự thất thủ của Dybbøl, quân đội đồng minh Áo - Phổ coi như là đã làm chủ được xứ Schleswig từ tay Đan Mạch. Trận Dybbøl cũng khơi dậy chủ nghĩa yêu nước tại Phổ và các bang Đức khác, góp phần tạo điều kiện cho Phổ tiến hành công cuộc thống nhất nước Đức.
Sau khi rút khỏi các vị trí phòng ngự ở Dannervike về Dybbøl, quân đội Đan Mạch đã tiến hành phòng ngự các đồn lẻ, đồng thời thiết lập vị trí ở khu vực phía trước. Vào ngày 17 tháng 2 năm 1864, quân đội Phổ bắt đầu tiến công Dybbøl và trong vòng mấy tuần sau, quân Đan Mạch với bất lợi về mặt quân số đã bị đánh bật. Sau khi một cuộc phản công của quân Đan Mạch vào ngày 17 tháng 3 bị bẻ gãy, quân Phổ đã bắt đầu cuộc vây hãm Dybbøl. Mặc dù quân Đan Mạch không ngừng pháo kích để cho quân Phổ không thể xây dựng các khẩu đội pháo, điều này tỏ ra vô tác dụng. Hàng tuần, pháo binh Phổ với hỏa lực khủng khiếp đã dã nát hệ thống phòng ngự của Đan Mạch, trong khi lực lượng bộ binh Phổ đến gần các vị trí của quân Đan Mạch. Quân Đan Mạch không thể chống nổi, dù một cuộc công kích của quân Phổ bị đẩy lùi. Đến ngày 18 tháng 4, với quân số áp đảo, Phổ đã khỏi đầu một đợt tấn công đại quy mô nhằm vào phòng tuyến của Đan Mạch: trong khi các lực lượng Phổ tấn công như vũ bão vào Dybbøl, toàn bộ các khẩu pháo của họ khai hỏa ác liệt, trong khi Đan Mạch chỉ còn có vài khẩu pháo. Để hỗ trợ cho quân Đan Mạch, chiến hạm bọc sắt Rolf-Krake đã chạy vào vịnh Vemmingbund, nhưng khi chiến hạm đi qua các khẩu đội pháo của Phổ, 2 quả đạn pháo từ phía Phổ đã gây cho chiến hạm hư hại kèm theo thương vong lớn. Chiến hạm bị buộc phải rút lui. Quân Đan Mạch đã tổ chức kháng cự bằng mọi giá, nhưng không thể giành thắng lợi. Từ pháo đài này đến pháo đài kia, ưu thế vượt trội về quân số của Phổ đã hạ đo ván quân Đan Mạch. Tiếp theo đó, quân đội Phổ từng bước đẩy bật quân đội Đan Mạch ra ngoài các tuyến phòng ngự của mình, buộc quân Đan Mạch phải triệt binh đến Alsen với trật tự tốt. Tại Alsen, quân Đan Mạch không thể xả hơi được bao lâu vì phải phá hủy các ngọn cầu mà họ đã vượt qua. Rất nhiều quân Đan Mạch bị giết và bị thương trong trận Dybbøl, gồm cả tướng du Platt, người bị bắn chết khi đang hô hào quân sĩ của đội hậu quân vốn đang rút lui.
Về phía mình, quân đội Phổ chịu thiệt hại tương đối nhẹ. Trong khi trận chiến cho thấy các lực lượng của Phổ đã đáp ứng được kỳ vọng của nhà vua Wilhelm I dành cho họ, trận đánh cũng thể hiện tinh thần chiến đấu của quân Đan Mạch vốn chịu thiệt thòi về quân số. Mặc dù vậy, đây được xem là ngày bi thảm nhất trong lịch sử Đan Mạch. Đến thời điểm này, các hoạt động quân sự bị tạm ngừng do các cường quốc khác ở châu Âu đã triệu tập Hội nghị Luân Đôn để tìm cách giải quyết tình hình Đan Mạch mà không đổ máu, nhưng thất bại. Người Phổ liền tiếp tục các chiến dịch của mình, với Friedrich Karl là người tổng chỉ huy mới. Họ lại giành thắng lợi, buộc Đan Mạch phải yêu cầu một thỏa ước ngừng bắn và khởi đầu các cuộc đàm phán hòa bình. Trận chiến Dybbøl được xem là bước đầu trong tiến trình phát triển của Phổ trong giai đoạn này, trước trận Königgrätz (1866) và trận Sedan (1870).